# Чорноморський флот ВМФ СРСР
Червонопрапорний Чорноморський флот СРСР (рос. Краснознаменный Черноморский флот ВМФ СССР) — оперативно-стратегічне об'єднання у складі військово-морського флоту Радянського Союзу, що базувалося на Чорному морі.

## Передісторія
Формування Чорноморського флоту Російської імперії почалося після завоювання Криму у 1780-х роках (князь Григорій Потьомкін). Під час турецько-російської війни 1787—1791 років Лиманська гребна флотилія (складалась переважно з козацьких чайок) відіграла важливу роль у перемозі Російської імперії. Наприкінці XVIII — початку ХІХ століть Чорноморському флотові підпорядковувались також Азовська, Дніпровська (Лиманна) та Дунайська флотилії, в яких Азовська обслуговувалася переважно донськими та азовськими, Дніпровська й Дунайська — чорноморськими (пізніше — кубанськими) козаками.
Після Кримської війни й Паризького трактату 1856 року Чорноморський флот занепав і його розбудовано знову з початку 1870-х років.
Традиційно, від самого початку історії Чорноморського флоту до нього набирали українців (на 1917 рік вони становили 80–85 %). Тільки внаслідок політики радянської влади після 1965 року українці на ЧФ становили меншість.
Напередодні Першої світової війни Чорноморський флот мав 8 лінкорів (у трьох бригадах), одну бригаду крейсерів, одну бригаду гідрокрейсерів, одну дивізію ескадрених міноносців, одну дивізію підводних човнів та низку кораблів окремого призначення. У Чорноморському флоті було 36 667 офіцерів та моряків (1914 року у наслідок мобілізації — 68 286). Головна база Чорноморського флоту була в Севастополі.
Після Лютневої революції 1917 року український військовий рух охопив і Чорноморський флот і на поодиноких кораблях постали українські військові ради, що підтримували Українську Центральну Раду. Після проголошення III Універсалу Центральної Ради у складі уряду УНР постав також генеральний секретаріат морських справ (з січня 1918 року — міністерство) на чолі з Дмитром Антоновичем (його помічниками були капітан 3 рангу Михайло Білінський та інженер Олександр Коваленко).
У грудні 1917 в Києві сформувалися ще Українська Військово-Морська Рада і Український Морський Генеральний Штаб на чолі з адміралом Андрієм Покровським. Тому, що за Центральної Ради Крим не був у складі УНР, головна база Чорноморського флоту опинилася поза його межами. Центральна Рада не висунула також претензій до всього Чорноморського флоту, а тільки до тієї частини, що заявила себе українською (лінкор «Воля», крейсер «Пам'ять Меркурія» і есмінець «Завидний»). Тоді на кораблях Чорноморського флоту був цілковитий хаос: відповідно до настроїв команд на кораблях піднімали прапори українські, російські андріївські, червоні, і навіть чорні — анархістські. Д. Антонович дав наказ командам крейсера «Пам'ять Меркурія» й міноносця «Завидний» переміститися до Одеси й Миколаєва, тобто в українські територіальні води. Крейсер «Пам'ять Меркурія» брав участь у січневих боях 1918 року між українським і більшовицьким військом в Одесі.
Протягом кінця 1917 — всього 1918 року активно розбудовувались Військово-морські сили УНР, а згодом Військово-морські сили Української Держави.
Після наступу війська УНР на Крим з ініціативи капітана М. Білінського весь Чорноморський флот 29 квітня 1918 року підняв український прапор. Але німці 30 квітня зайняли Севастополь і проголосили Чорноморський флот своєю воєнною здобиччю. Тоді частина Чорноморського флоту відплила до Новоросійська і вивісила російський прапор, але на домагання німців частково повернулася до Севастополя, де німці інтернували її команди. Інші кораблі на чолі з другим дредноутом за наказом Леніна більшовицькі команди затопили; 11 листопада 1918 року німці передали Чорноморський флот гетьманському урядові.
У середині грудня 1918 року, у зв'язку зі збройною інтервенцією військ Антанти на південь України, кораблі українського Чорноморського флоту було захоплено. Після виходу, наприкінці 1920 року, «Російської ескадри» з Криму та прибуття до Тунісу, Франція інтернувала Чорноморський флот на своїй морській базі в Бізерті (Туніс), а згодом включила частину кораблів Чорноморського флоту до французького флоту, а решту продала як брухт.

## Створення Чорноморського флоту СРСР
На початку 1919 року більшовики ненадовго захопили південь України. Оскільки український рух, в той час, був дуже впливовим та сильним, більшовики вирішили створити з залишків Чорноморського флоту — «Червоний флот Радянської України». Проголосивши створення Української Соціалістичної Радянської Республіки, при Народному комісаріаті військових справ УСРР 28 березня 1919 року було сформовано Морське управління, якому було підпорядковано «Червоний флот». Проте у липні 1919 південь України зайняла армія ВСЮР.
Наприкінці 1920 року, після остаточної окупації України, більшовики майже не мали військово-морських сил на Чорному морі. Тоді, на Азовське море були спрямовані озброєння, техніка та особовий склад з Балтики, Онезької, Сєвєродвінської та Волзько-Каспійської флотилій. Таким чином створювався «Рабоче-крестьянский Красный Флот» на Чорному та Азовському морях.
На початку 1923 року до бойового складу «Морських сил Чорного і Азовського морів» входило лише два есмінці, п'ять канонерських човнів, два підводних човни та півтора десятка тральщиків, відремонтованих в основному за кошти України на її заводах. Відновлення флоту вимагало великих коштів.
16 жовтня 1922 року з ініціативи Політбюро РКП(б) V з'їзд Ленінського комсомолу в Москві ухвалив рішення про шефство комсомолу над Морськими силами республіки. Під гаслом шефства над флотом з голодної України розпочався збір коштів для забезпечення ремонту кораблів. Таким чином в 1924 році було відремонтовано і введено до бойового складу флоту крейсер «Пам'ять Меркурія», перейменованого в «Комінтерн», есмінець «Лейтенант Занте», перейменований в «Незаможник», ряд інших кораблів і допоміжних суден.
Активна відбудова військово-морських сил на Чорному морі почалась після 1928 року.

## З історії флоту

«Чорноморські червонофльотці біля гармати». Світлина з «Універсального журналу». 1929 рік

До 1928 року було в основному закінчена ліквідація наслідків розрухи та розпочалася технічна реконструкція ВМС. Флот був посилений за рахунок бойових кораблів, переведених з Балтики. У 1929—1937 Чорноморський флот отримав понад 500 нових бойових кораблів. Були створені ВПС флоту, берегова оборона, система ППО.
1935 року «Морські сили Чорного моря» було перейменовано на Чорноморський флот СРСР. В той час розпочався процес масових репресій у Радянському Союзі. Особливо багато було репресовано українців на Чорноморському флоті у 1937—1939 роках. В гарнізонах флоту заборонили викладання в навчальних закладах української мови та літератури, вони не вивчалися навіть після передачі Криму і Севастополя до складу УРСР в 1954 році — включно до 2000 року. На командні посади Чорноморського флоту призначалися в основному вихідці з Росії, а офіцери-українці розпорошувалися по флотах за межами України. Згідно з партійними директивами з кадрових питань кількість українців на посадах начальників політвідділів та командирів бригад і кораблів 1 рангу Чорноморського флоту до 1990 року не могла перевищувати 13 відсотків їхньої загальної кількості.
Одночасно, достатньо вагомим був внесок України у будівництво й відновлення бойової готовності всіх радянських флотів. До Другої світової війни в УРСР знаходилися головні суднобудівні і судноремонтні центри СРСР: Миколаїв, Херсон, Феодосія і Керч, які були спроможними будувати авіаносці, важкі крейсери, есмінці, десантні кораблі і підводні човни нових типів для всіх флотів ВМФ Союзу РСР.
Сотні тисяч українців самовіддано воювали з ворогами на всіх флотах ВМФ СРСР в роки другої Світової війни та самовіддано служили на флоті після війни. Серед них: Головнокомандувач Військово-морського флоту Союзу РСР, двічі Герой Радянського Союзу, адмірал флоту Радянського Союзу Сергій Горшков, Головнокомандувач ВМФ СРСР та ВМФ РФ Герой Радянського Союзу адмірал флоту Володимир Чернавін, командувачі Чорноморським флотом адмірал Микола Басистий, Герой Радянського Союзу, віце-адмірал Володимир Пилипенко, Герой Радянського Союзу генерал-майор авіації Віктор Калядін, Герой Радянського Союзу капітан 3 рангу Олександр Маринеско, герой-десантник Герой Радянського Союзу старший лейтенант Костянтин Ольшанський, Герой України старший лейтенант Олексій Берест, який завершував службу на Чорноморському флоті та багато інших адміралів, офіцерів і матросів.
Попри втрати, яких ЧФ зазнав за перших днів Німецько-радянської війни (німецька авіація бомбардувала ряд кораблів і війських баз), Чорноморський флот відіграв активну роль у війні (в обороні міст, допомозі в евакуації, в морських десантних операціях тощо).
По Другій світовій війні планово розбудовано також Чорноморський флот, головним завданням якого стало демонструвати військово-морську силу СРСР на Середземному морі, на якому розташувався також шостий американський флот. Тепер Чорноморський флот нараховував 29 підводних човнів, 79 бойових кораблів (крейсерів і винищувачів), 35 великих і 50 малих міноносців, 5 амфібійних кораблів для висадки морської піхоти, понад 200 кораблів різного призначення, 30 розвідувальних, 110 бойових і 110 транспортних літаків, одну бригаду морської піхоти.
Кораблебудівна промисловість України першою в СРСР освоїла будівництво авіаносців, важких авіаносних крейсерів, великих протичовнових кораблів, новітніх типів есмінців, інших проєктів кораблів та ракетної техніки.
На період розпаду Союзу РСР внесок України у розбудову ВМФ СРСР складав понад 30 відсотків.
3 січня 1992 року командувач Чорноморським флотом І. Касатонов підписав наказ про вихід Чорноморського флоту з підпорядкування Генштабу у Москві і підпорядкування ЧФ Міністерству оборони України. Наказ був скасований І. Касатоновим 10 січня 1992 року.

## Аварії кораблів флоту
- Лінкор «Новоросійськ» — затонув 29 жовтня 1955 року після потужного вибуху (імовірно, диверсія).
- Великий протичовновий корабель «Відважний» — затонув 30 серпня 1974 року.

## Командування

### Командувачі Червоного Чорноморського флоту
- квітень — липень 1919 — Шейковський Олександр Іванович

### Начальники Морських і Річкових сил Південно-Західного фронту
- березень — травень 1920 — Ізмайлов Микола Федорович

### Начальники Морських сил Чорного і Азовського морів
- травень — жовтень 1920 — Домбровський Олексій Володимирович
- листопад 1920 — листопад 1921 — Панцержанський Едуард Самуїлович

### Начальники Морських сил Чорного моря
- листопад 1921 — липень 1922 — Максимов Андрій Семенович
- липень 1922 — травень 1924 — Векман Олександр Карлович
- травень — грудень 1924 — Вікторов Михайло Володимирович

### Командувачі Морських сил Чорного моря
- грудень 1924 — жовтень 1926 — Панцержанський Едуард Самуїлович
- жовтень 1926 — червень 1931 — Орлов Володимир Митрофанович
- 11 червня 1931 — 11 січня 1935 — флагман флоту 2 рангу Кожанов Іван Кузьмич

### Командувачі Чорноморського флоту
- 11 січня 1935 — 15 серпня 1937 — флагман флоту 2 рангу Кожанов Іван Кузьмич
- 15 серпня — 30 грудня 1937 — флагман флоту 2 рангу Смирнов-Свєтловський Петро Іванович
- січень 1938 — березень 1939 — флагман 2 рангу Юмашев Іван Степанович
- 25 березня 1939 — 23 квітня 1943 — віцеадмірал Октябрьський Пилип Сергійович
- 24 квітня 1943 — 10 березня 1944 — віцеадмірал Владимирський Лев Анатолійович
- 10 — 28 березня 1944 — тво. віцеадмірал Басистий Микола Єфремович
- 28 березня 1944 — 18 листопада 1948 — адмірал Октябрьський Пилип Сергійович
- січень — квітень 1945 року — тво. віцеадмірал Басистий Микола Єфремович
- 18 листопада 1948 — 2 серпня 1951 — адмірал Басистий Микола Єфремович
- 2 серпня 1951 — 12 липня 1955 — адмірал Горшков Сергій Георгійович
- 12 липня — 8 грудня 1955 — віцеадмірал Пархоменко Віктор Олександрович
- 8 — 15 грудня 1955 — тво. адмірал Андрєєв Володимир Олександрович
- 15 грудня 1955 — 3 лютого 1962 — адмірал Касатонов Володимир Опанасович
- 3 лютого 1962 — 9 грудня 1968 — адмірал Чурсін Серафим Євгенович
- 9 грудня 1968 — 7 березня 1974 — адмірал Сисоєв Віктор Сергійович
- 7 березня 1974 — 22 квітня 1983 — адмірал Ховрін Микола Іванович
- 22 квітня 1983 — 26 липня 1985 — адмірал Калінін Олексій Михайлович
- 26 липня 1985 — 14 вересня 1991 — адмірал Хронопуло Михайло Миколайович
- 14 вересня 1991 — 26 вересня 1992 — віцеадмірал Касатонов Ігор Володимирович

## Начальники штабу флоту
- липень — грудень 1917 —  контрадмірал Саблін Михайло Павлович
- грудень 1917 — квітень 1918 — капітан 1-го рангу Ніщенков Олексій Аркадійович (тво)
- травень — липень 1918 — капітан 1-го рангу Лебединський Олексій Ілліч (тво)
- квітень — червень 1919 — капітан 1-го рангу Тягін Борис Євстахович
- березень — червень 1920 — Кондратьєв А. А.
- червень — жовтень 1920 — Сполатбог Олександр Миколайович
- жовтень — листопад 1920 — Іванов В. М.
- листопад 1920 — грудень 1924 — Рибалтовський Володимир Юлійович
- грудень 1924 — березень 1928 — Степанов Георгій Андрійович
- листопад 1925 — квітень 1926 — Потапенко Г. С. (тво)
- березень 1928 — травень 1930 — Виноградський Георгій Георгійович
- травень — листопад 1930 — Лудрі Іван Мартинович
- листопад 1930 — березень 1935 — Душенов Костянтин Іванович
- березень 1935 — травень 1937 — флагман 1-го рангу Боголєпов Віктор Платонович
- травень — серпень 1937 — флагман 2-го рангу Калачов Володимир Петрович
- серпень 1937 — січень 1938 — флагман 2-го рангу Юмашев Іван Степанович
- січень — лютий 1938 — капітан 2-го рангу Клітний Гаврило Михайлович (тво)
- лютий 1938 — квітень 1941 — контрадмірал Харламов Микола Михайлович
- грудень 1938 — квітень 1939 —  капітан 2-го рангу Басистий Микола Єфремович (тво)
- червень 1941 — січень 1944 — контрадмірал Єлисєєв Іван Дмитрович
- лютий —  грудень 1944 — контрадмірал Голубєв-Монаткін Іван Федорович
- грудень 1944 — листопад 1948 —  віцеадмірал Басистий Микола Єфремович
- листопад 1948 — серпень 1951 — віцеадмірал Горшков Сергій Георгійович
- серпень 1951 — липень 1955 віцеадмірал Пархоменко Віктор Олександрович
- липень 1955 — грудень 1956 — віцеадмірал Чурсін Серафим Євгенович
- грудень 1956 — липень 1960 — віцеадмірал Олійник Григорій Григорович
- липень 1960 — липень 1964 — контрадмірал Смирнов Микола Іванович
- липень 1964 — квітень 1967 — віцеадмірал Чорнобай Григорій Корнійович
- квітень 1967 — січень 1971 — контрадмірал Мізін Леонід Васильович
- лютий 1971 — жовтень 1973 — віцеадмірал Ямковий Борис Єфремович
- жовтень 1973 — жовтень 1975 — контрадмірал Саакян Володимир Христофорович
- жовтень 1975 — липень 1977 — контрадмірал Понікаровський Валентин Миколайович
- липень 1977 — червень 1980 — віцеадмірал Акімов Володимир Ілліч
- червень 1980 — вересень 1985 — віцеадмірал Клітний Микола Гаврилович
- вересень 1985 — грудень 1989 — віцеадмірал Селіванов Валентин Єгорович
- грудень 1989 — жовтень 1992 — віцеадмірал Гурінов Георгій Миколайович

### Комісари, члени Військової Ради Чорноморського флоту
- Роменець Василь Власович  (18.11.1917 — 1.03.1918)
- Спіро Вільям Бернгардович (2.03. — 6.04.1918)
- Глебов-Авілов Микола Павлович (14.05. — 18.06.1918)
- Баранов Олексій Васильович (8.05. — 21.10.1920)
- Лудрі Іван Мартинович (27.11.1920 — 13.05.1921)
- Кожанов Іван Кузьмич
- Рудний М. М. (1920—1922)
- Шор І. І. (1921—1922)
- Богданов Михайло Сергійович (1922—1923)
- Зосимов Андріан Григорович (1922—1923)
- Анскін О. Я. (1923—1924)
- Кіреєв Григорій Петрович (1923—1926)
- Дуплицький Дмитро Сергійович (1925—1927)
- Автухов Володимир Павлович (1926)
- Окунєв Григорій Сергійович (1927—1930)
- Гугін Григорій Іванович (1932—1937)
- Разгон Ізраїль Борисович (1936—1937)
- Зємсков Сергій Іванович (1937)
- Фельдман Петро Максимович (1937—1938)
- Морозов Сергій Дмитрович (1938—1939)
- Нікітін Василь Андрійович (1939—1940)
- Муравйов Анатолій Олексійович (1939—1940)
- Кулаков Микола Михайлович (4.05.1940 — 28.12.1943)
- Азаров Ілля Ілліч (26.10.1941 — 6.03.1943)
- Рогов Іван Васильович (28.12.1943 — 11.02.1944, тво.)
- Азаров Ілля Ілліч (.02.1944 — .05. 1947)
- Бондаренко Петро Тихонович (1947—1949)
- Кулаков Микола Михайлович (1950—1955)
- Бистріков Григорій Федотович (1955—1957)
- Торик Микола Антонович (1957—1966)
- Руднєв Іван Семенович (5.02.1966 — 5.05.1975)
- Медведєв Павло Миколайович (5.05.1975 — 2.01.1981)
- Лихвонін Рудольф Миколайович (2.01.1981 — 25.12.1985)
- Некрасов Владилен Петрович (25.12.1985 — 1991)